# آردیچ‌اونو (تاش‌اوا)
آردیچ‌اونو (به ترکی استانبولی: Ardıçönü) یک منطقهٔ مسکونی در ترکیه است که در تاشوا واقع شده‌است.